# フレドリク・ミッシェ
フレドリク・ミッシェ（Fredrik Midtsjø、1993年8月11日 - ）は、ノルウェー・スチェールダル出身のサッカー選手。スュペル・リグ・ガラタサライSK所属。ポジションはMF。

## クラブ経歴
ローゼンボリBKで育成され、2010年5月にトップチームデビュー。その後はランハイム・フォトバル、サンドネス・ウルフとレンタルを繰り返し、2015シーズンからレギュラーに定着する。また、2015シーズン終了時にはクラブとの契約を4年間延長した。
2017年8月26日、AZアルクマールに5年契約で移籍した。
2022年8月2日、ガラタサライSKに完全移籍。

## 代表経歴
2016年3月24日、エストニア代表との親善試合でノルウェー代表デビュー。